# Wacław Tułodziecki

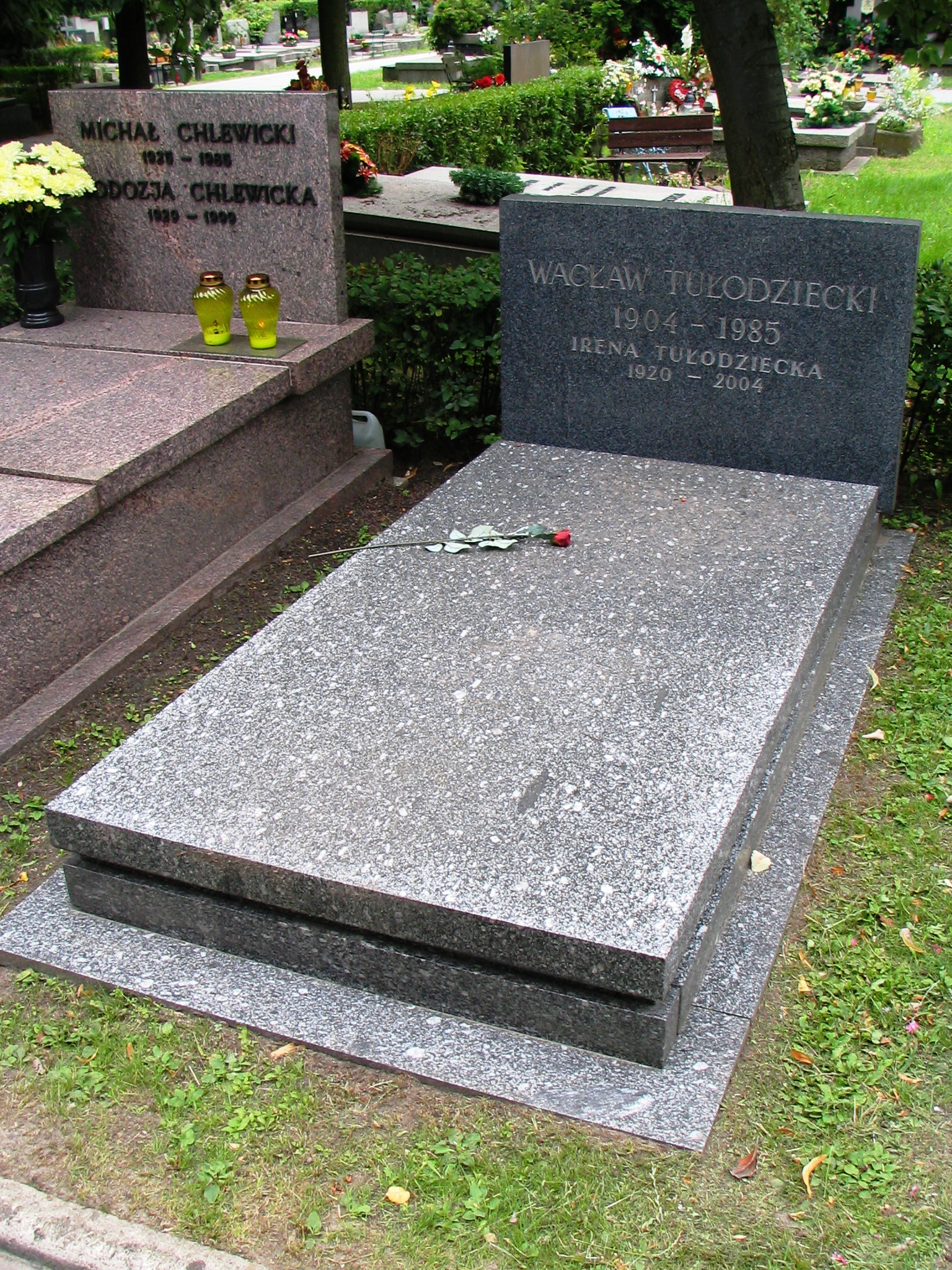
Grób Wacława Tułodzieckiego i jego żony Ireny na Powązkach; Warszawa, 23 lipca 2008

Wacław Tułodziecki (ur. 13 sierpnia 1904 w Skępem, zm. 24 października 1985 w Warszawie) – polski nauczyciel i polityk, dyrektor Instytutu Głuchoniemych w Warszawie. Minister oświaty (1959–1966) oraz poseł na Sejm PRL II, III i V kadencji. 

## Życiorys
Syn Stanisława i Katarzyny. Ukończył Seminarium Nauczycielskie w Wymyślinie, po czym podjął pracę w charakterze nauczyciela w Grąbcu (1924–1928). W 1928 został absolwentem Państwowego Instytutu Pedagogiki Specjalnej w Warszawie i nauczycielem w Szkole Podstawowej nr 156 w Warszawie (którym był do 1939). W latach 1932–1938 sprawował funkcję sekretarza generalnego Robotniczego Towarzystwa Przyjaciół Dzieci. W okresie II wojny światowej organizator i działacz Tajnej Organizacji Nauczycielskiej. Od 1939 do 1948 uczył w Szkole Podstawowej nr 60, będąc jej kierownikiem. W latach 1948–1955 sprawował funkcję dyrektora Instytutu Głuchoniemych w Warszawie. Następnie (do 1956) był dyrektorem Zaocznego Studium Nauczycielskiego Pedagogiki Specjalnej. W latach 1956–1959 pełnił funkcje dyrektora Departamentu Zakładów Wychowawczych i Szkół Specjalnych w Ministerstwie Oświaty i sekretarza Centralnej Rady Związków Zawodowych (od 1957 będąc jednocześnie wiceprzewodniczącym zarządu głównego Związku Nauczycielstwa Polskiego).
W latach 1922–1948 należał do Polskiej Partii Socjalistycznej, z której został wykluczony na krótko przed zjednoczeniem „lubelskiej” PPS z Polską Partią Robotniczą. Od 1956 należał do Polskiej Zjednoczonej Partii Robotniczej.
Od 27 października 1959 do 11 listopada 1966 był ministrem oświaty w rządach Józefa Cyrankiewicza. W latach 1957–1965 i 1969–1972 sprawował mandat posła na Sejm PRL II, III i V kadencji. W czerwcu 1968 wszedł w skład Komitetu Przygotowawczego obchodów 500. rocznicy urodzin Mikołaja Kopernika.
Żonaty z Ireną Tułodziecką (1920–2004). Pochowany na cmentarzu Powązki Wojskowe w Warszawie (kwatera A31-tuje-6).

## Odznaczenia
- Order Sztandaru Pracy I klasy (dwukrotnie, w tym w 1964)[3]
- Krzyż Komandorski Orderu Odrodzenia Polski
- Odznaka tytułu honorowego „Zasłużony Nauczyciel Polskiej Rzeczypospolitej Ludowej”[4][5]
- Medal „100-lecia sportu polskiego” (1967)[6]
- Złota Odznaka „Przodujący Drogowiec” (1969)[7]
- Złota Odznaka „Zasłużony Działacz LOK” (1965)[8]